# 马脊梁街道
马脊梁街道，是中华人民共和国山西省大同市云冈区下辖的一个乡镇级行政单位。2021年3月，撤销马脊梁街道，原马脊梁街道的行政区域为云燕街道的行政区域。

## 行政区划
马脊梁街道下辖以下地区：
金马街社区和腾飞路社区。